# دومینیک فورلینی
دومینیک فورلینی (فرانسوی: Dominique Forlini‎; ۱۴ سپتامبر ۱۹۲۴ – اکتبر ۲۰۱۴) دوچرخه‌سوار اهل فرانسه بود.